# Ellen Dolan
Pour les articles homonymes, voir Ellen et Dolan.
Ellen Dolan, née le 16 octobre 1955 à Monticello (Iowa), est une actrice américaine de théâtre, de cinéma et de télévision.

## Filmographie

### Cinéma
- 2012 : Molly's Girl : Ginger
- 2013 : After Life : Lynn
- 2015 : The Southside : Joanie
- 2015 : The Cloud : Nikole
- 2015 : A Place for Heroes : Lillian
- 2015 : His Neighbor Phil : Charlie

### Télévision

#### Téléfilm
- 1989 : Mother's Day (en)
- 1989 : Mothers, Daughters and Lovers
- 1994 : Dancing with Danger

#### Série télévisée
- 1964 : Another World : Morgan Graves
- 1981 : Texas : Jeannie Halperin
- 1982 - 1984 : The Guiding Light : Maureen Reardon Bauer
- 1993 : Angel Falls (en) : Lola Faye
- 1993 : CBS Schoolbreak Special : Janet Deevers
- 1994 : Walker, Texas Ranger : Trish Kingston
- 2010 : New York, unité spéciale (Law and Order: Special Victims Unit) : Lisbeth Sandler
- 1989 - 2010 : As the World Turns : Margo Montgomery Hughes